# Richard Davalos
Pour les articles homonymes, voir Davalos.
Richard Davalos (souvent crédité Dick Davalos) est un acteur américain, d'origine espagnole, né le 5 novembre 1930 à New York et mort le 8 mars 2016 à Burbank en Californie.

## Biographie
Au cinéma, Richard Davalos contribue à seulement seize films américains à ce jour. Le premier est À l'est d'Éden d'Elia Kazan, avec James Dean et Julie Harris, sorti en 1955. Le dernier est Ninja Cheerleaders, avec George Takei et Michael Paré, sorti en 2008.
Entretemps, il apparaît notamment dans Luke la main froide de Stuart Rosenberg (1967, avec Paul Newman et George Kennedy), De l'or pour les braves de Brian G. Hutton (1970, avec Clint Eastwood, Telly Savalas et Donald Sutherland), ou encore La Foire des ténèbres de Jack Clayton (1983, avec Jason Robards et Jonathan Pryce).
À la télévision, entre 1953 et 1990, il contribue à deux téléfilms, un feuilleton (La Conquête de l'Ouest en 1979, un épisode), et trente-quatre séries, dont Perry Mason (deux épisodes, 1962-1964), Sur la piste des Cheyennes (1976, deux épisodes), et enfin Arabesque (1990, un épisode, sa dernière prestation au petit écran).
Au théâtre, en début de carrière, Richard Davalos joue à Broadway (New York) dans deux pièces d'Arthur Miller, Vu du pont et Souvenir de deux lundis (en), mises en scène par Martin Ritt et représentées de septembre 1955 à février 1956, aux côtés (entre autres) de Van Heflin et J. Carrol Naish. Son rôle dans la première lui permet de gagner en 1956 un Theatre World Award.
Il est le père d'Elyssa Davalos (née en 1959) et le grand-père d'Alexa Davalos (née en 1982), toutes deux actrices.
Une photo de lui, prise sur le tournage d’À l'est d’Éden, a été utilisée par le groupe britannique The Smiths pour la pochette de son dernier album, Strangeways, here we come.

## Filmographie

### Au cinéma (intégrale)
- 1955 : À l'est d'Éden (East of Eden) d'Elia Kazan

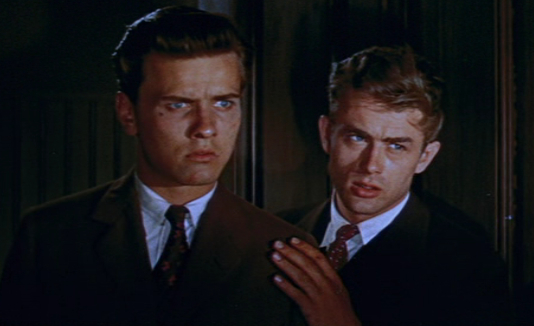
Avec James Dean (à d.), dans À l'est d'Éden (1955)

- 1955 : Le Renard des océans (The Sea Chase) de John Farrow
- 1955 : La Peur au ventre (I Died a Thousand Times) de Stuart Heisler
- 1960 : Les marines attaquent (All the Young Men) d'Hall Bartlett
- 1962 : Le Cabinet du docteur Caligari (The Cabinet of Caligari) de Roger Kay
- 1967 : Luke la main froide (Cool Hand Luke) de Stuart Rosenberg
- 1969 : Pit Stop de Jack Hill
- 1970 : De l'or pour les braves (Kelly's Heroes) de Brian G. Hutton
- 1970 : Brother, Cry for Me de William White
- 1971 : Blood Legacy de Carl Monson
- 1979 : Les Fourgueurs (en) (Hot Stuff) de Dom DeLuise
- 1980 : Les Mercenaires de l'espace (Battle Beyond the Stars) de Jimmy T. Murakami et Roger Corman
- 1981 : Chasse à mort (Death Hunt) de Peter R. Hunt
- 1983 : La Foire des ténèbres (Something Wicked This Way Comes) de Jack Clayton
- 2003 : Un couple d'enfer (Between the Sheets) de Michael DeLuise
- 2008 : Ninja Cheerleaders de David Presley

### À la télévision (sélection)
(séries, sauf mention contraire) 
- 1960 : Bonanza
  - Saison 2, épisode 11 The Trail Gang de John Rich
- 1961 : Laramie
  - Saison 3, épisode 6 The Last Journey de Joseph Kane
- 1962 : Le Jeune Docteur Kildare (Doctor Kildare)
  - Saison 2, épisode 10 An Ancient Office de Don Medford
- 1962-1964 : Perry Mason, première série
  - Saison 6, épisode 5 The Case of the Hateful Hero (1962) de Jesse Hibbs
  - Saison 7, épisode 16 The Case of the Ice-Cold Hands (1964) de Jesse Hibbs
- 1965 : Rawhide
  - Saison 7, épisode 24 The Empty Sleeve de Jus Addiss
- 1968 : Les Rats du désert (The Rat Patrol)
  - Saison 2, épisode 19 The Decoy Raid
- 1969 : Mannix
  - Saison 3, épisode 12 Le soleil se cache (Missing : Sun and Sky)
- 1975 : Section 4 (S.W.A.T.)
  - Saison 2, épisode 10 Ordeal et épisode 11 Strike Force
- 1976 : Sur la piste des Cheyennes (The Quest)
  - Saison unique, épisodes 9 et 10 Terre brûlée, 1re et 2e parties (The Longest Drive, Parts I & II)
- 1977 : Hawaï police d'État (Hawaii Five-0)
  - Saison 9, épisode 18 Un crime capital (A Capitol Crime)
- 1979 : La Conquête de l'Ouest (How the West Was Won), feuilleton
  - Saison unique, épisode 25 Les Marchands d'esclaves (The Slavers) de Joseph Pevney
- 1981 : Pour l'amour du risque (Hart to Hart)
  - Saison 2, épisode 10 Trois cœurs pas ordinaires (Hat-Shaped Murder)
- 1983 : L'Homme qui tombe à pic (The Fall Guy)
  - Saison 2, épisode 16 Une pluie de dollars (Spaced Out) de Daniel Haller
- 1990 : Arabesque (Murder, She Wrote)
  - Saison 7, épisode 5 Bijoux de famille (The Family Jewels)

## Théâtre (à Broadway)
- 1955-1956 : Vu du pont (A View from the Bridge) et Souvenir de deux lundis (A Memory of Two Mondays) d'Arthur Miller, mise en scène de Martin Ritt, avec Russell Collins, Eileen Heckart, Van Heflin, J. Carrol Naish, Leo Penn, Jack Warden

## Récompense
- 1956 : Theatre World Award, pour Vu du pont.